# Tricyphona (Tricyphona) vernalis catawba
Tricyphona (Tricyphona) vernalis catawba is een ondersoort van de tweevleugelige Tricyphona (Tricyphona) vernalis uit de familie Pediciidae. De ondersoort komt voor in het Nearctisch gebied.